# Matthew Shepard
Matthew Wayne Shepard (Casper, Wyoming, 1976. december 1. – Fort Collins, Colorado, 1998. október 12.) amerikai egyetemista, akit 1998 októberében Laramie mellett megkínoztak és megöltek. Október 6-ról 7-re virradó éjszaka támadták meg, majd október 12-én belehalt fejsérüléseibe a Poudre Valley Kórházban, Fort Collinsban. Az elkövetők azért támadták meg Matthew-t, mert homoszexuális volt. A halálhír hatására az Egyesült Államokban és az egész világon megmozdulások kezdődtek a gyűlölet-bűncselekmények ellen. A nevével ellátott törvényjavaslatokat a kongresszus elfogadta, majd Barack Obama elnök 2010. október 29-én törvénybe iktatta.

## Élete
Matthew Casperben, Wyoming államban született Judy Peck és Dennis Shepard első gyermekeként, koraszülöttként. Öccse, Logan 1981-ben született. Általános és középiskolai tanulmányait Casperben végezte, majd 1994-ben beiratkozott a Svájci Amerikai Iskolába (TASIS), ahol 1995 májusában leérettségizett. Hazaérkezése után Denverben telepedett le, majd elkezdte tanulmányait a Wyoming Egyetem politológia szakán. Később a Wyomingi Környezetvédelmi Tanács hallgatói képviselője lett. 1995 februárjában egy Marokkóban tett osztálykirándulás idején férfiak bántalmazták és megerőszakolták, aminek következtében hajlamossá vált a pánikrohamokra és a depresszióra. Egyik barátja Shepard halála után azt állította, a fiú meggyilkolása előtt nem sokkal bevallotta neki, hogy HIV+, és az öngyilkosságon gondolkodik.

### Halála
1998. október 6-ról 7-re virradó éjszaka találkozott két évfolyamtársával, Aaron McKinney-vel és Russell Hendersonnal, akik egy buli után megígérték Matthew-nak, hogy autóval hazaviszik. Időközben letértek az útról, és egy elhagyatott, kietlen helyre érkeztek. Itt Matthew-t megkínozták, egy pisztollyal bántalmazták, megverték, majd egy kerítésre kötözve hagyták haldokolni (s mint utólag a bírósági tárgyalásokon kiderült, ha Matthew nem ment volna velük, akkor elrabolták volna). 18 órával később egy arra edző kerékpáros, Aaron Kreifels találta meg az akkor már kómában lévő Matthewt, aki annyira szörnyen nézett ki, hogy először madárijesztőnek hitte a kerékpáros.
Matthew koponyájának hátsó része a jobb füle körül betört. Agytörzsi sérüléseket is szenvedett. Ezeken kívül rengeteg seb volt látható a fején, arcán és nyakán. Orvosai szerint a sérülései túl komolyak voltak ahhoz, hogy bármiféle műtétet is végrehajtsanak rajta. Mindvégig lélegeztető gép tartotta életben, és amíg ő a kórházban feküdt, gyertyafényes virrasztást tartottak érte. 1998. október 12-én, hajnali 0.53 órakor a Fort Collins-i Poudre Valley Kórházban meghalt. 21 éves volt.
A rendőrség nem sokkal a támadás után elfogta a két elkövetőt, megtalálták náluk Matthew cipőjét, felsőjét és egy véres pisztolyt. Tettüket mindketten azzal próbálták elfedni, hogy megkérték barátnőjüket, szolgáltassanak nekik alibit. A tárgyalásokon Aaron számos indokkal állt elő. Egyik közülük, hogy Matthew pánikfélelembe hajtotta őket, és noha ő próbált segítséget kérni, nem kapott. Másik, hogy Aaron ügyvédje azt állította: valóban meg akarták őt verni, de nem megölni. Az ügyész szerint mindkét elkövető melegnek próbálta beállítani magát, csak hogy közelebb kerülhessen Matthew-hoz. Aaron barátnője, Kristen Price azt vallotta, hogy Aaron és Russell azért tettették magukat melegnek, hogy megverhessék. Miután összebarátkoztak, egy összejövetel után autóval elvitték őt egy kietlen helyre, ahol kirabolták, bántalmazták, majd egy kerítéshez kötözték, miközben Matthew könyörgött az életéért. Matthew arcát teljes egészében vér borította, kivéve azokat a helyeket, ahol a könnye végigfolyt. Mindkét elkövető mindkét barátnője azt vallotta, hogy egyik sem állt kábítószer vagy alkohol hatása alatt az elkövetés pillanatában. 1999. április 5-én Russell bűnösnek vallotta magát, és vállalta, hogy tanúskodik Aaron ellen, kiváltva így a halálbüntetést kétszeres életfogytiglani büntetéssel. Az esküdtszék Aaront bűnösnek találta gyilkosság vádjában, de halálbüntetés helyett – Matthew szüleinek közbenjárására – a bíróság kétszeres életfogytiglani szabadságvesztésre ítélte.

## Következmények
Halála után nem sokkal Matthew egyik barátnője egy csoportosulást szervezett a westborói baptista templom elé, ahol hófehér vászonból angyalnak öltöztek, így tiltakozva a lelkész melegellenes kirohanásai ellen. Halálának helyszíne hamar kegyhellyé vált, ahová a látogatók jegyzeteket, virágokat és egyéb emlékeket helyeztek el. Ezeket azonban a földterület tulajdonosa eltávolította.
Az eset még több évvel a megtörténte után is erős visszhangokat váltott ki. 2004-ben az ABC csatornán sugárzott 20/20 sorozat egyik adása arról számolt be, hogy a támadók nem Matthew szexuális irányultsága miatt támadták meg őt, hanem mert drog hatása alatt álltak, aminek következményeként elveszítették önkontrolljukat. Kritikusok hamar rávilágítottak, hogy az egész riport csupán szenzációhajhász, félrevezető és nem foglalkozik a gyilkosság mögött megbúvó gyűlölettel (homofóbia). 2013 szeptemberében a műsor producere megjelentetett egy könyvet, amiben részletesen leírja a riportban elhangzottakat. Kitér továbbá arra is, hogy a szexuális irányultság nem lehetett elsődleges indok, hiszen Matthew legalább az egyik elkövetővel szexuális viszonyban állt.
Számos énekes és zenei együttes állított neki emléket munkásságával. Jelentetett meg dalt róla többek között Melissa Etheridge és Elton John. Elton American Triangle c. dala még a toplistákon is szerepelt. Lady Gaga 2009-ben egy emberi jogi kampány során előadott dalában (John Lennon – Imagine) az above us only sky (felettünk csak az ég) helyett with only Matthew in the sky-t (csak Matthew-val az égben) énekelte.
Az első nyíltan meleg amerikai profi kosárlabdajátékos, Jason Collins a 2012/2013-as idényben a Boston Celtics játékosaként a 98-as számú mezt viselte, így tisztelegve Matthew előtt.

## Öröksége
Matthew halálát követően nem sokkal megalakult a Matthew Shepard Alapítvány, amit szülei hoztak létre. Célja, hogy eltörölje a társadalomban fellelhető gyűlöletet és minden amerikai LMBT ember számára egyenlő jogokat biztosítson. Később Judy Shepard, Matthew édesanyja megjelentetett egy életrajzi könyvet The Meaning of Matthew: My Son's Murder címmel, amiben leírja fájdalmait, a fia elvesztését és azt, hogy a tragédia mennyiben változtatta meg az ő és az egész USA életét. A könyv cselekménye közvetlenül a támadás után kezdődik, amikor még Matthew kórházban van és gépek tartják életben.
Életéről és haláláról három film is készült:
- The Matthew Shepard Story
- The Laramie Project – dokumentumfilm Laramie lakóival[44][45]
- Matthew Shepard Is A Friend Of Mine – dokumentumfilm Matthew barátaival (bemutató: 2013. október 6., Washingtoni Nemzeti Katedrális)

Matthew Shepard újratemetésére 2018. október 26-án szombaton került sor a Washingtoni Nemzeti Katedrálisban.

## Fordítás
- Ez a szócikk részben vagy egészben  a   Matthew Shephard című angol Wikipédia-szócikk fordításán alapul.  Az eredeti cikk szerkesztőit annak laptörténete sorolja fel. Ez a jelzés csupán a megfogalmazás eredetét és a szerzői jogokat jelzi, nem szolgál a cikkben szereplő információk forrásmegjelöléseként.

### Weboldalak
- Matthew Shepard Alapítvány (angolul)
- Matthew Shepard oldala a Wyoming Egyetemen Archiválva 2012. augusztus 5-i dátummal a Wayback Machine-ben (angolul)
- Matthew Shepard gyűjtemény Archiválva 2019. október 6-i dátummal a Wayback Machine-ben (angolul)